# Podochela lobifrons
Podochela lobifrons är en kräftdjursart som beskrevs av M. J. Rathbun 1893. Podochela lobifrons ingår i släktet Podochela och familjen Inachidae. Inga underarter finns listade i Catalogue of Life.